# Mare di Barents
Il Mare di Barents è la parte del Mar Glaciale Artico localizzata a nord della Norvegia e della Russia, delimitato a ovest dal Mare di Norvegia, a nord ovest dalle isole Svalbard, a nord-est dalle isole della Terra di Francesco Giuseppe e a est dalle isole della Novaja Zemlja e Vajgač. La superficie è di 1 424 000 km², il volume è di 316000 km³, la profondità media di 222 m e quella massima di 600 m. Deve il suo nome al navigatore olandese Willem Barents a cui lo dedicò la geologa marina russa Maria Klenova che per prima ne disegnò i fondali.

## Descrizione
La parte meridionale del Mare di Barents, inclusi i porti di Murmansk (Russia) e Vardø (Norvegia) rimane sgombra dai ghiacci tutto l'anno a causa della corrente nord-atlantica più calda. Nel mese di settembre il mar di Barents è quasi completamente privo di ghiacci. Le maggiori insenature della costa sono: il Porsangerfjord e il Varangerfjord, le baie della Čëša, della Pečora e della Chajpudyra. Fino alla guerra d'inverno, i territori della Finlandia giungevano fino al Mare di Barents, con il porto di Pečenga, che era l'unico porto libero dai ghiacci durante l'inverno della Finlandia.
Ci sono tre tipi principali di masse d'acqua nel Mare di Barents: 
- acqua atlantica calda e salata (temperatura > 3 °C, salinità > 35) che giunge dalla corrente nord-atlantica,
- acqua artica fredda (temperatura < 0 °C, salinità < 35) che giunge da nord,
- acqua costiera calda e non molto salata (temperatura > 3 °C, salinità < 34,7).

Fra le acque atlantiche e quelle polari si forma il cosiddetto fronte polare. Nelle parti occidentali del mare (vicino all'isola degli Orsi) la posizione del fronte polare è determinata dalla topografia del fondale per cui è abbastanza stabile e ben definita, mentre nella parte orientale (verso Novaja Zemlja) la posizione del fronte varia molto di anno in anno. Grazie alla corrente nord-atlantica il Mare di Barents ha una produzione biologica elevata rispetto ad altri mari che si trovano sulle stesse latitudini.
La fioritura primaverile di fitoplancton inizia in corrispondenza con lo scioglimento dei ghiacci, che forma uno strato stabile d'acqua fresca. Il fitoplancton alimenta lo zooplancton formato da Calanus finmarchicus, Calanus glacialis, Calanus hyperboreus, Oithona e il krill. Si alimentano di zooplancton i merluzzi (Gadus morhua e Boreogadus saida), i capelin (Mallotus villosus), le balene e le gazze marine minori. I capelin a loro volta sono cibo per i predatori superiori come il merluzzo dell'Atlantico, le foche della Groenlandia, le urie comuni e le urie di Brünnich.
La pesca del merluzzo nel mar di Barents è un'importante risorsa per la Russia e per la Norvegia. Da un punto di vista ambientale, destano preoccupazione i rischi di contaminazione nucleare da reattori navali russi affondati e le future trivellazioni nell'area Goliat al largo della Norvegia.